# مانويل أغيلار شاكون
مانويل أغيلار شاكون (بالإسبانية: Manuel Aguilar Chacón)‏ (و. 1797 – 1846 م) هو سياسي من كوستاريكا ولد في سان خوسيه، كوستاريكا.